# Cento
Cento (emilián nyelven Zänt vagy Zèint) település Olaszországban, Emilia-Romagna régióban, Ferrara megyében. Lakosainak száma 35 231 fő (2023. január 1.). Cento Bondeno, Castello d’Argile, Crevalcore, Finale Emilia, Pieve di Cento, San Giovanni in Persiceto és Terre del Reno községekkel határos.

## Népesség
A település lakossága az elmúlt években az alábbi módon változott:
| Lakosok száma | 35 582 | 35 547 | 35 231 |
|               | 2017   | 2018   | 2023   |

## Testvérvárosok
- L’Aquila, Olaszország
- Székesfehérvár, Magyarország
- Vicente Lopez, Argentína